# Kariwa
Kariwa (刈羽村?) è un villaggio giapponese della prefettura di Niigata.